# Francisca de Aculodi
Francisca de Aculodi (Sant Sebastià?, Segle XVII -segle xviii) va ser impressora i editora de premsa escrita, la primera periodista basca.
Francisca de Aculodi es considera la primera dona que es va dedicar al periodisme, entre 1687 i 1689, alguns anys abans que la britànica Elizabeth Mallet, fundadora el 1702 a Anglaterra del Daily Courant, que té, no obstant això, el mèrit internacional com a primera dona editora i periodista de la història.
Cap a l'any 1678, el marit de Francisca de Aculodi, Martín de Huarte, va morir, i abans de morir la va autoritzar per ser l'hereva del títol d'“Impressora de la Molt Noble i Molt Lleial Província de Guipúscoa”, amb la condició que mantingués la impremta fins que algun dels seus fills, Bernardo o Pedro, en prenguessin el relleu.
A més de seguir amb la impremta familiar, l'any 1683, Francisca de Aculodi va fundar i va dirigir a la ciutat de Sant Sebastià Noticias Principales y Verdaderas, una revista quinzenal que era una traducció al castellà d'un periòdic editat a Brussel·les (en francès), al qual se li afegien notícies locals i pròpies.
La publicació va ser el començament de la premsa local i aconseguí bastant repercussió. Incloïa notícies que ella mateixa redactava, figurant la seua signatura solament els dos primers anys, però la revista es va editar fins a 1698, segons constata la investigadora Rosa M. Capel Martínez al seu treball Prensa y Escritura Femenina en la España Ilustrada.
Amb la finalitat de rescatar i donar a conèixer la seva figura i la tasca que va dur a terme, l'any 2013, la Universitat del País Basc va crear la I Edició dels Premis Francisca de Aculodi amb l'objectiu d'impulsar la inclusió de la perspectiva de gènere en els treballs de finalització de grau.